# L'Auberge du dragon

L'Auberge du dragon (新龍門客棧, San lung moon haak chan) est un film hongkongais réalisé par Raymond Lee et Tsui Hark, sorti en 1992. Il s'agit d'un remake du film Dragon Gate Inn (1967).

## Synopsis
Au temps de la dynastie Ming, le pouvoir est peu à peu tombé aux mains des eunuques. L'un d'eux règne en despote en éliminant tous ses rivaux. En pleine fuite, Chow et son amante s'arrêtent à L'Auberge du Dragon avant de passer la frontière. Dirigée par une tenante ne manquant pas de charmes et sachant en user, cette auberge accueille dans la foulée l'eunuque et ses hommes que ce couple fuyait et qui sont à leur recherche. Commence dans ce lieu isolé une traque sans pitié...

## Fiche technique
- Titre : L'Auberge du dragon
- Titre original : 新龍門客棧 (San lung moon haak chan)
- Titre anglais : Dragon Inn
- Réalisation : Raymond Lee et Tsui Hark
- Scénario : Tsui Hark et Cheung Tan
- Sociétés de production : Film Workshop, Ningxia Film Group, Seasonal Film Corporation
- Pays d'origine : Hong Kong
- Format : Couleurs - 1,85:1 - Mono - 35 mm
- Genre : wu xia pian
- Durée : 88 minutes
- Date de sortie : 1992

## Distribution
- Tony Leung Ka-fai : Chow Wai-on
- Brigitte Lin : Yau Mo-yan
- Maggie Cheung : Jade King
- Yuen Cheung-yan : Iron
- Donnie Yen : Tsao Siu-yan
- Xiong Xin-xin : Ngai
- Lawrence Ng : Siu-chuen
- Chan Chi-fai
- Lau Shun : Cha
- Elvis Tsui : Le Général